# Earthquake (låt)
Earthquake är en låt av den amerikanska rapparen Lil Wayne, släppt 2004 från hans album Tha Carter. Låten gästas av Jazze Pha.
Låten innehållar delar från låten "Let's Stay Together" av Al Green.

## Listplaceringar
| Lista (2004)          | List- position |
| --------------------- | -------------- |
| USA Billboard Hot 100 | 67             |